# Madre della Consolazione

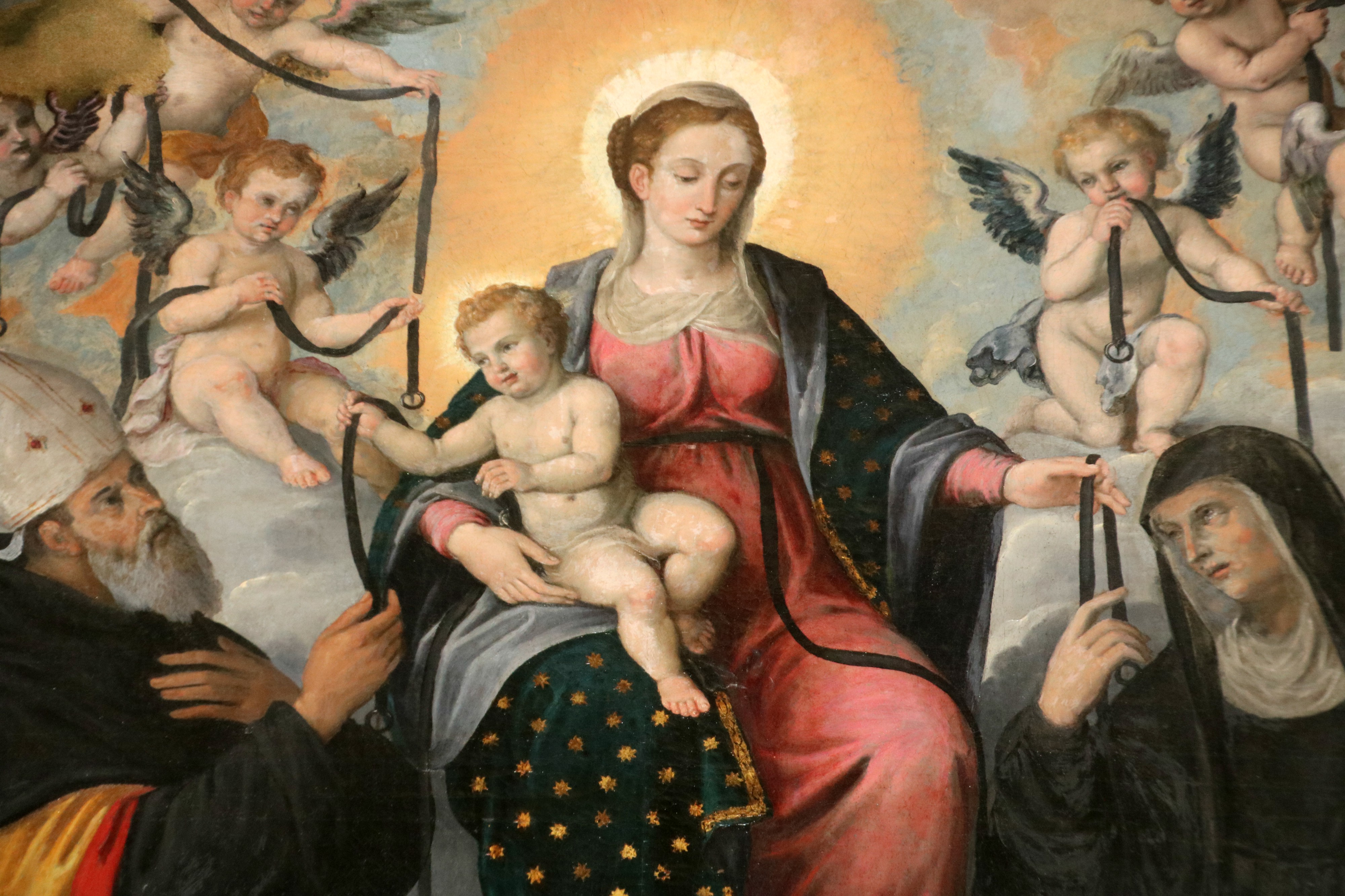
Maria, madre della Consolazione, consegna la cintura ai santi Monica e Agostino. Dipinto di Giovanni Francesco Guerrieri nella chiesa di Sant'Agostino a Fossombrone

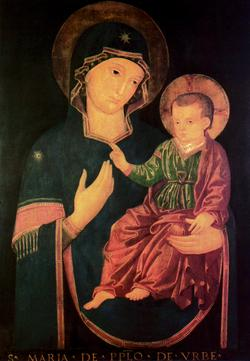
Immagine di Maria, consolatrice degli afflitti (la "Consolata") venerata nell'omonimo santuario di Torino

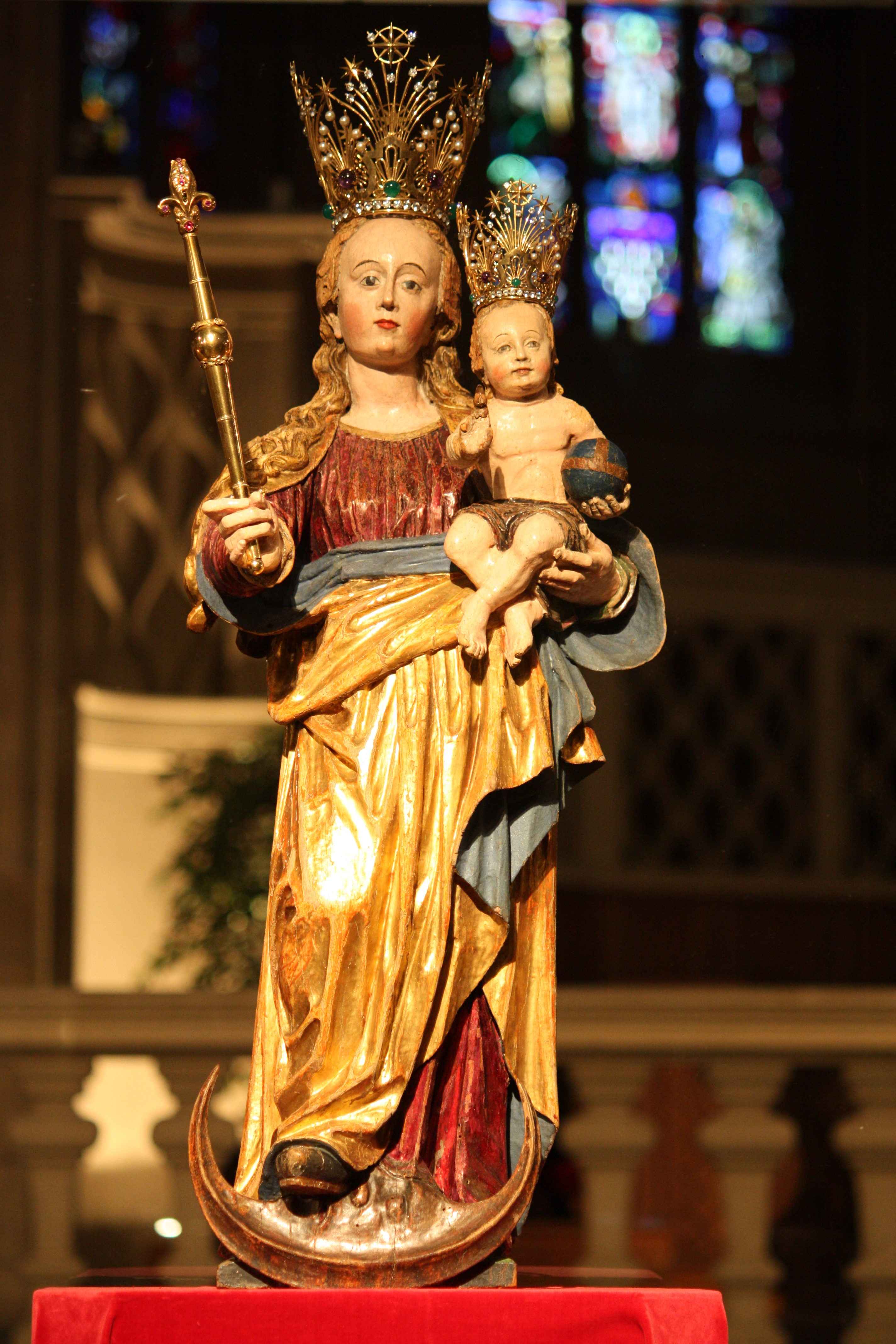
Statua di Maria, consolatrice degli afflitti, venerata nella cattedrale di Lussemburgo

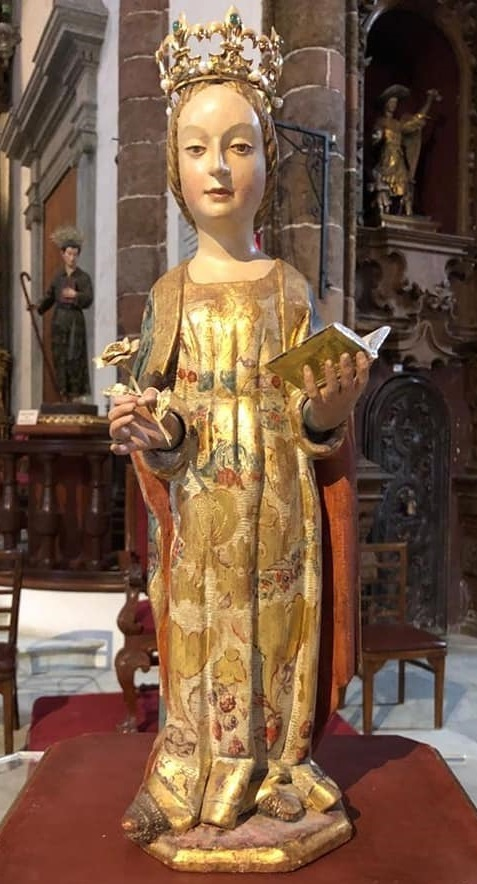
Immagine originale della Madre della Consolazione, la storica patrona di Santa Cruz de Tenerife

Madre della consolazione, o anche Consolatrice degli afflitti (in latino Mater Consolationis o Consolatrix afflictorum), è uno dei titoli sotto cui viene invocata, soprattutto in ambito cattolico, Maria, madre di Gesù.

## Origine del titolo
Tale invocazione, espressione della spiritualità tipica della pietà medievale, è già presente nella più antica versione delle litanie lauretane, pubblicate nel 1572 e approvate da papa Sisto V nel 1587.
Nel messale mariano pubblicato dalla Conferenza Episcopale Italiana nel 2007, nell'introduzione di indole storica, liturgica e pastorale al formulario della messa di Maria Vergine Madre della Consolazione, l'origine del titolo è così spiegata: Gesù è la consolazione del mondo e Maria è sua madre; la Vergine assistette e partecipò alla passione del figlio, patì per lui grandi sofferenze ma fu confortata dal Padre con la speranza della risurrezione e, consolata, può consolare ella stessa quelli che si trovano in qualsiasi genere di afflizione. Insieme con gli Apostoli nel cenacolo, Maria implorò e attese lo Spirito consolatore; dopo la sua Assunzione in cielo, ella soccorre e consola con amore materno i fedeli che la invocano.
Presso le Chiese d'Oriente il titolo è rappresentato nell'icona dell'Otrada (Consolazione) proveniente dal monastero di Vatopedi, a monte Athos. La tradizione fa risalire l'origine del culto al miracoloso salvataggio da un naufragio del figlio di Teodosio I, Arcadio, attribuito all'intervento della Vergine: sul luogo del ritrovamento di Arcadio, sulla spiaggia Vatopedi, il patriarca Nettario eresse un santuario e vi collocò l'icona dell'Otrada, sul cui modello furono dipinte copie inviate in Russia.

## Il culto presso gli agostiniani
L'invocazione è importante nel culto liturgico dell'Ordine di Sant'Agostino. 
Alla Madre della Consolazione era intitolata una confraternita esistente nella chiesa di San Giacomo Maggiore a Bologna, alla quale nel 1575 il frate agostiniano Simpliciano da Linara unì la società dei cinturati (i laici legati al suo ordine): papa Gregorio XIII il 16 giugno 1576 elevò il sodalizio ad arciconfraternita e diede al priore generale degli agostiniani la facoltà di aggregarvi tutte le confraternite e le società che ne avessero fatto richiesta.
Con il tempo, la società di Sant'Agostino, o dei cinturati, prese a essere identificata con l'arciconfraternita di Bologna che, con le sue numerose aggregate, era posta sotto il titolo e il patrocinio della Madre della Consolazione.
Dopo l'unione dei cinturati alla confraternita della Madre della Consolazione, venne creata e diffusa una leggenda sul significato mariano dell'abito agostiniano e della lunga cintura che ne è la parte principale: dopo la morte del marito Patrizio, santa Monica avrebbe chiesto alla Vergine come si fosse vestita dopo la morte di San Giuseppe e Maria le sarebbe apparsa segnalandole l'abito nero che fu poi adottato anche da sant'Agostino e trasmesso ai suoi figli spirituali. A differenza della Madonna Addolorata, che piange la morte del Figlio, e che quindi è raffigurata da sola, la Madre della Consolazione è spesso ritratta con in braccio il Bambino Gesù, anch'egli vestito a lutto per la morte del padre putativo. Si riteneva, infatti, che san Giuseppe fosse morto prima di Gesù, non solo perché secondo il Proto-Vangelo di Giacomo, egli sarebbe stato scelto tra gli anziani vedovi di Gerusalemme come marito della Vergine Maria, che era stata cresciuta presso il Tempio, ma anche perché nel Vangelo secondo Giovanni (Gv 19,25-27), si legge che Gesù, in punto di morte, affidò la Madre al "discepolo che egli amava" come a un figlio, verosimilmente per sottrarla alla difficile condizione in cui venivano a trovarsi le vedove senza figli (condizione dalla quale Gesù stesso aveva riscattato la vedova di Nain, risuscitandone l'unico figlio: cfr. Lc 7,11-17).
In arte, la Madre della Consolazione è generalmente rappresentata nell'atto di consegnare la cintura a santa Monica e sant'Agostino; per tale attributo iconografico, è spesso chiamata anche Nostra Signora della Cintura. Presso gli agostiniani è generalmente commemorata il sabato dopo la festa di sant'Agostino (28 agosto).

## Santuari della Madre della Consolazione
- Bedonia: il santuario della Madre della Consolazione (o, popolarmente, Madonna di San Marco), fu elevato al rango di basilica minore da papa Giovanni Paolo I il 1º settembre 1978.
- Borgo Maggiore: il Santuario della Beata Vergine della Consolazione (o, popolarmente, Santuario del Michelucci), è un monumento nazionale nella Repubblica di San Marino. Consacrato nel 1967 è un esempio di arte brutalista, frutto della riforma liturgica del Concilio Vaticano II. La festa è la prima domenica di giugno e la Madonna della Consolazione è compatrona della Repubblica.
- Brognaturo: il 5 Febbraio 1721, durante dei lavori di restauro della chiesa, su una parete fu riportata alla luce un'immagine della Madonna col Bambino, cui la tradizione attribuisce guarigioni miracolose, e protezione durante il terremoto del 1783 e l'alluvione del 1935. Quella dell'icona fu chiamata Madonna della Consolazione e la chiesa omonima fu elevata a santuario il 7 ottobre 1993. La Vergine viene festeggiata il 5 Febbraio e la prima domenica di settembre[1].
- A Carey, nello stato americano dell'Ohio, sorge il santuario nazionale di Nostra Signora della Consolazione. Fu costruito nel 1868 dai francescani conventuali e il 24 maggio 1875 vi fu collocata una replica della statua della Vergine della Consolazione della cattedrale di Lussemburgo. Nel santuario, nel 1878, papa Leone XIII eresse una confraternita. La chiesa fu elevata al rango di basilica minore il 21 ottobre 1971.
- A Ciudad Real, in Spagna, è festeggiata il 25 maggio.
- Dasà: in paese si trova il santuario chiamato della Madonna della Consolazione. La statua della vergine viene portata in processione il martedì dopo Pasqua in occasione della 'Ncrinata, che rievoca l'incontro tra Maria e il Risorto.
- Deliceto: la chiesa del convento di Santa Maria della Consolazione, fondato dal beato Felice da Corsano (eremitano di Sant'Agostino) nella boscosa Valle in Vincolis, fu da subito importante meta di pellegrinaggi. Vi si recarono anche Alfonso Maria de' Liguori e Gerardo Maiella; il convento agostiniano fu soppresso e abbandonato nel 1672, ma il 19 dicembre 1774 fu restaurato e affidato ai redentoristi Ogni anno un'antica tela raffigurante la Madonna "della Consolata" viene portata in processione il 20 giugno.
- Maria Consolatrice degli afflitti dal 1624 è patrona del Lussemburgo, dove è commemorata il 20 giugno e la quarta domenica dopo Pasqua.
- Sulle isole di Malta e di Gozo la devozione alla Madre della Consolazione fu propagato dagli agostiniani soprattutto nel corso del Settecento: il culto è particolarmente vivo a Għarb, dove una confraternita sotto il suo titolo fu eretta il 4 gennaio 1802.
- Sulla collina di Paternò sorge il santuario della Madonna della Consolazione. Secondo la tradizione, la Vergine apparve qui l'ultimo sabato di maggio del 1580 a un giovane pastore di capre, chiese che si costruisse una cappella e promise benedizione agli abitanti e alle loro campagne. Presso un rudere, poi restaurato, sorse inizialmente un oratorio sotto il titolo di "Maria del Pietoso" che nell'anno 1616 venne cambiato con quello di "Maria Santissima della Consolazione". Il 15 maggio 1935 l'arcivescovo di Catania Carmelo Patanè elevò il tempio a santuario dell'arcidiocesi.
- Santa Maria Madre della Consolazione è la patrona della città di Reggio Calabria. A lei è dedicata la Basilica dell'Eremo ed in suo onore viene svolta la principale festa religiosa della città.
- La Madonna della Consolazione è patrona storica della città di Santa Cruz de Tenerife, nelle isole Canarie.
- Szamotuły, arcidiocesi di Poznań: santuario collegiato di Nostra Signora della Consolazione e Santo Stanislao, elevato al rango di basilica minore con decreto del 13 maggio 2014.
- Táriba, diocesi di San Cristóbal de Venezuela: chiesa di Nostra Signora della Consolazione elevata al rango di basilica minore con decreto del 23 ottobre 1959.
- Torino: il santuario della Consolata è dedicato a Maria, Consolatrice degli afflitti. È commemorata il 20 giugno ed è, insieme con san Giovanni Battista, patrona della città.
- Vilvoorde, arcidiocesi di Malines-Bruxelles: chiesa parrocchiale di Nostra Signora della Consolazione elevata al rango di basilica minore con decreto del 1º marzo 2006.
- A West Grinstead, in Inghilterra, il santuario di Nostra Signora della Consolazione conserva una copia dell'immagine della Consolata di Torino.

Sono dedicate a Nostra signora della Consolazione le cattedrali diocesane di Garissa, Marsabit, e Nyeri (in Kenya), la cattedrale prelatizia di Soure (Brasile) e la pro-cattedrale di Pozzuoli.

## Congregazioni della Madre della Consolazione
- l'Istituto missioni Consolata, fondato nel 1901 da san Giuseppe Allamano, rettore del santuario della Consolata di Torino, per il ministero sacerdotale nelle missioni.
- le Suore agostiniane di Nostra Signora della Consolazione, sorte nelle Filippine nel 1883 a opera di una comunità di agostiniane provenienti dal beaterio di Barcellona.
- le Suore di Maria Santissima Consolatrice, fondate a Torino dal beato Arsenio da Trigolo il 25 dicembre 1892 e dedicate alla Consolata, patrona della città.
- le Suore di Nostra Signora della Consolazione, di Tortosa, fondate da santa Maria Rosa Molas y Vallvé nel 1857.
- le Suore missionarie della Consolata, ramo femminile dell'Istituto Missioni Consolata, fondate nel 1910 sempre da san Giuseppe Allamano con l'aiuto di Giacomo Camisassa